# Pennington (Nova Jersey)
Pennington és una població dels Estats Units a l'estat de Nova Jersey. Segons el cens del 2006 tenia 2.668 habitants.

## Demografia
Segons el cens del 2000, Pennington tenia 2.696 habitants, 1.013 habitatges, i 761 famílies. La densitat de població era de 1.084,3 habitants/km².
Dels 1.013 habitatges en un 40,8% hi vivien nens de menys de 18 anys, en un 66,2% hi vivien parelles casades, en un 7,1% dones solteres, i en un 24,8% no eren unitats familiars. En el 22% dels habitatges hi vivien persones soles el 12,4% de les quals corresponia a persones de 65 anys o més que vivien soles. El nombre mitjà de persones vivint en cada habitatge era de 2,66 i el nombre mitjà de persones que vivien en cada família era de 3,14.
Per edats la població es repartia de la següent manera: un 28,7% tenia menys de 18 anys, un 4,9% entre 18 i 24, un 23,6% entre 25 i 44, un 27,9% de 45 a 60 i un 15% 65 anys o més.
L'edat mediana era de 41 anys. Per cada 100 dones de 18 o més anys hi havia 85 homes.
La renda mediana per habitatge era de 90.366 $ i la renda mediana per família de 107.089 $. Els homes tenien una renda mediana de 84.912 $ mentre que les dones 43.068 $. La renda per capita de la població era de 45.843 $. Aproximadament el 0,7% de les famílies i el 2,4% de la població estaven per davall del llindar de pobresa.

## Poblacions properes
El següent diagrama mostra les poblacions més properes.

## Nascut a Pennington
- Cassidy Hutchinson (1996), jova exajudant a la Casa Blanca que el 2022 va declarar sobre l'actitud de Donald Trump durant l'atac al Capitoli.